# Bror Lindh
Bror John Lindh (även namnet Bror Johan Lindh förekommer), född 19 juli 1877 i Prästbol, Frykeruds församling, Värmland, död 6 februari 1941 i Grönäs, Grava församling, Värmland, var en svensk målare, tecknare och grafiker som ingick i Rackstadgruppen.

## Bakgrund och namnet
Bror Lindh kom från släkten Jansson-Lindh som verkat som bondemålare ända sedan 1700-talet. Bror Lindhs efternamn stavades ursprungligen Lind. Hans far målaren Carl Jansson, född 1844, lade till Lind i efternamnet i samband med att han 1863 åkte till Stockholm som målargesäll. Någon gång efter 1910 ändrade Carl Jansson Lind sitt namn till Karl Johan Lindh innan han dog 1914. I viss litteratur kan man läsa att Carl Jansson Lind utbildade sig till stafflimålare på Konstakademien i Stockholm 1881-1886. Detta stämmer inte för Carl var aldrig elev på Konstakademien utan han har förväxlats med en annan person med namnet Carl Johan Lind, född i Stockholm 1863.

## Utbildning
Bondemålarna var mångsidiga hantverkare som kunde blanda färger, måla ornament, möbler, schabloner mm. Hans far var yrkesmålare och efter skoltiden lärde sig Bror dekorations-målning och började arbeta i en färghandel i Arvika. Efter skolgången hjälpte Bror Lindh sin far med yrkesmåleri och dekorationsmålning. Han begav sig sedan till Arvika och fick där lektioner av målaren Gustaf Fjæstad. Denne tyckte ynglingen hade talang och uppmanade honom att söka till Konstnärsförbundets målarskola. Han blev antagen där 1899 men var mer intresserad av studentlivet än av undervisningen.

## Värmland och Rackstadgruppen

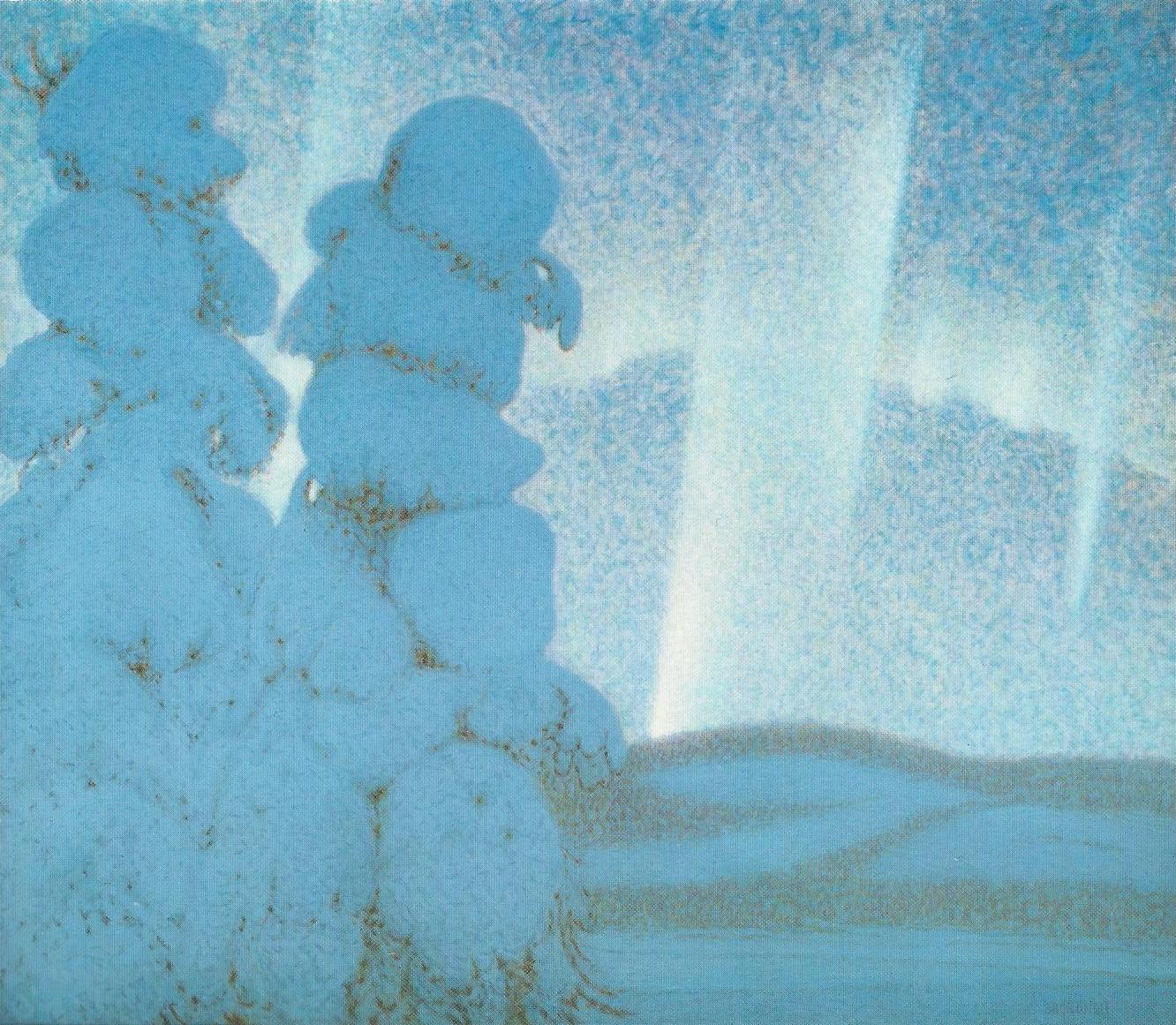
Norrsken (1900).

I Stockholm mötte han modejournalisten Elsa Klein som han förälskade sig i. Hon besvarade dock inte hans känslor och förkrossad återvände han sedan till Värmland där han tillsammans med kamraten Walter Hülphers beslöt sig för att leva ett liv i kyskhet och fattigdom. Efter en tid återvände kamraterna till ett mer normalt liv. Bror Lindh tog åter lektioner av Gustaf Fjæstad och utvecklade en egen stil med dämpad färgskala. På 1920-talet drog han sig undan allt sällskapsliv och levde isolerat. Under de sista åren bodde han ensam i sitt torp i Grönäs. Lindh är representerad vid bland annat Moderna museet, Göteborgs konstmuseum och Värmlands museum.